# Dorymyrmex exsanguis
Dorymyrmex exsanguis es una especie de hormiga del género Dorymyrmex, subfamilia Dolichoderinae. Fue descrita científicamente por Forel en 1912.
Se distribuye por Argentina y Paraguay. Se ha encontrado a elevaciones de hasta 1940 metros. Vive en microhábitats como nidos.